# Pedionomidae
Pedionomidae é uma família de aves pertencente à ordem Charadriiformes. O grupo tem apenas um género Pedionomus e uma espécie P. torquatus, com o nome comum errante-das-planícies; esta espécie é endémica da Austrália. Na taxonomia de Sibley-Ahlquist, a família pertence à ordem Ciconiiformes.
Essa ave é, oficialmente, uma espécie ameaçada de extinção, devido à devastação de terras nativas para cultivo.
- Commons
- Wikispecies

1. ↑  Reed, Bourne, Elizabeth, Steven (2009). «Pleistocene Fossil Vertebrate Sites of the South East Region of South Australia II». Transactions of the Royal Society of South Australia. 133 (40). doi:10.1080/03721426.2009.10887108
2. ↑  BirdLife International (2022). «Pedionomus torquatus». Lista Vermelha de Espécies Ameaçadas. 2022: e.T22693049A212570062. doi:10.2305/IUCN.UK.2022-1.RLTS.T22693049A212570062.en. Consultado em 21 de julho de 2022